# Апостол (книга, 1564)

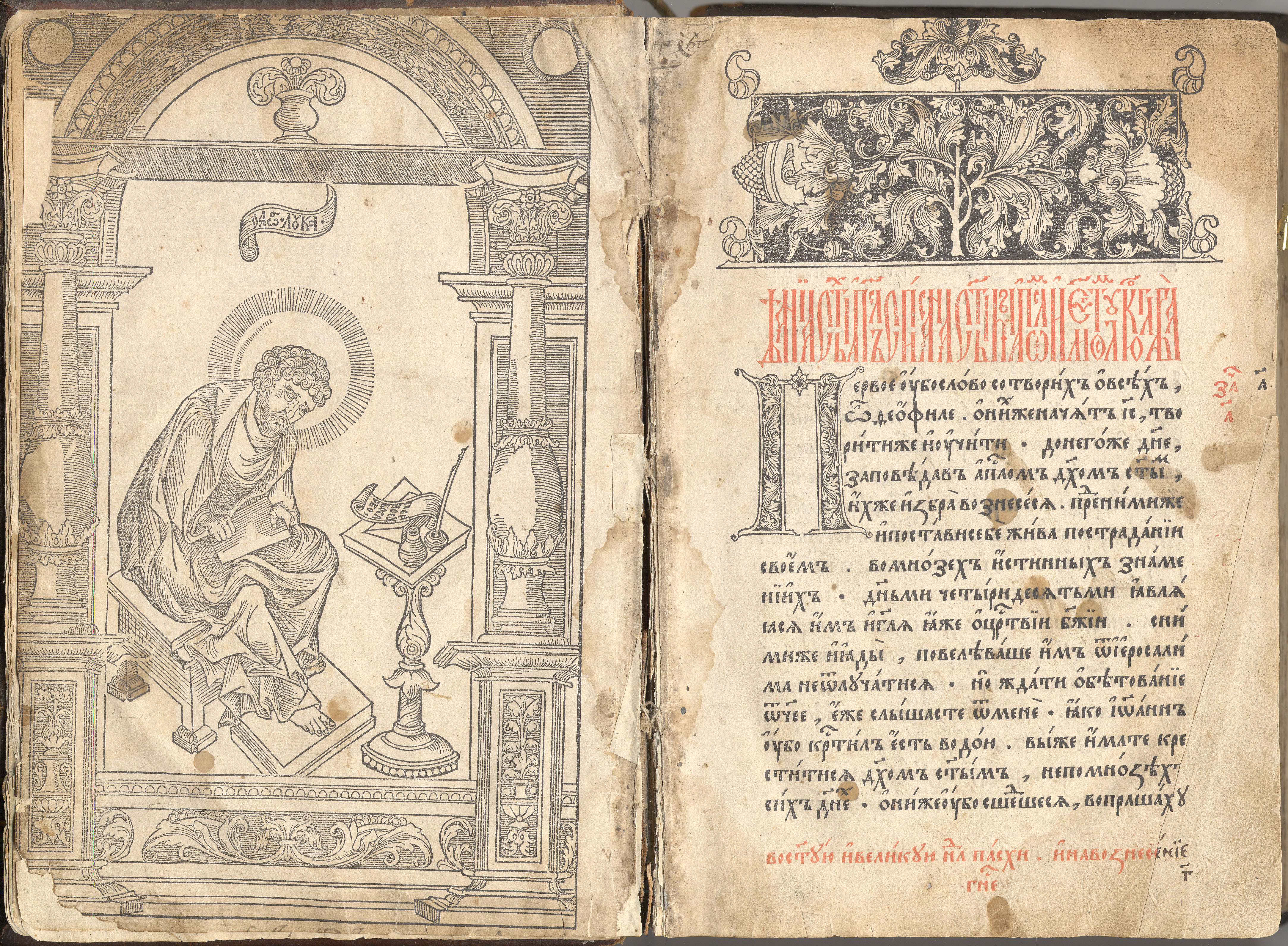
Фронтиспис и заглавная страница книги

«Апо́стол» 1564 года («Моско́вский Апо́стол», «Деяния святых апостолов» написана святым апостолом и евангелистом Лукою и др. книги) — первая датированная книга, напечатанная на территории Русского государства.
Книга напечатана в 1563—1564 годах одними из первых восточнославянских книгопечатников Иваном Фёдоровым и Петром Мстиславцем. Содержит библейские новозаветные книги «Деяния святых апостолов», Послания апостолов Иакова, Петра, Иоанна, Павла и Откровение Иоанна Богослова (Апокалипсис).

## История
К 1550-м годам в Русском царстве назрела необходимость издания печатных книг. Царь Иван Грозный отдаёт приказание устроить типографию. Тому было несколько причин, среди которых: потребность в книгах в связи с расширением территории (завоевание Казани), развитием ремёсел и торговли вообще; «необходимость упрочения государственной цензуры»; «политика централизации и унификации идеологического воздействия». Иван Фёдоров в послесловии к «Апостолу» говорит о необходимости исправления текста рукописных книг, которые часто искажались переписчиками.
«Апостол» не был первой книгой, изданной в Москве. Шесть так называемых анонимных изданий (три Евангелия, две Псалтыри и Триодь) были выпущены в 1550-х годах незадолго до первых изданий Ивана Фёдорова (самые поздние из них — возможно, вскоре после выхода «Апостола»).
Начальный текст послесловия об издании книги на церковнославянском языке с использованием надстрочного знака для сокращения слов:
Изволенїемъ ѿц͠а, и споспѣшенїемъ с͠на, и совершенїемъ с͠таго д͠ха. повелѣнїемъ бл͠гоч͠тиваго ц͠рѧ и великаго к͠нзѧ ївана василиевича всеѧ велїкиѧ росїѧ самодержца. и бл͠гословенїемъ прес͠щеннаго макарїѧ митрополита всеѧ рꙋсїи.

## Характеристики издания

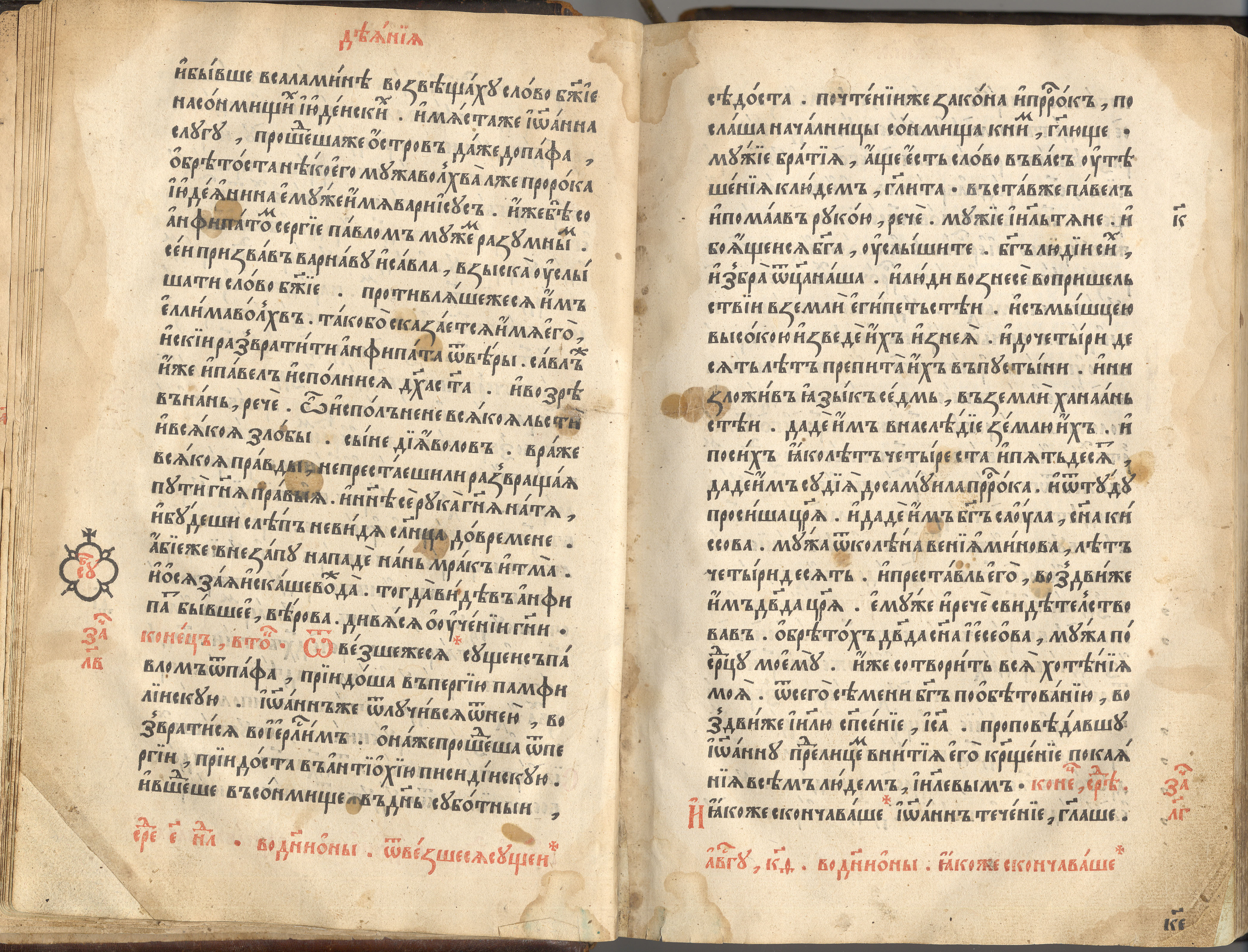
Разворот «Апостола»

«Апостол» напечатан на французской проклеенной бумаге в лист малого формата. В книге 267 листов (534 страницы), на каждой странице — 25 строк. Первые 6 листов — без помет. Нумерация — буквенная кириллическая, начинается с 7-го листа. Оригинальный формат точно не известен (все существующие экземпляры обрезаны переплётчиками), но примерно составляет 28×18 см (1:1,56). Пропорции наборной полосы (1:1,72) также стремятся к золотому сечению.
Впервые в московском издании появляется гравированный фронтиспис — фигура евангелиста Луки в триумфальной арке. Помимо этой гравюры, в книге 48 заставок (с двадцати досок), 22 буквицы (с 5 досок), 51 цветок-рамка (с одной доски). Названия разделов набраны вязью.
Гравюра на фронтисписе — составная (для арки и для евангелиста использованы отдельные доски). Арку Фёдоров использовал и в других изданиях. Известно, что её основой послужила гравюра художника Э. Шёна из Библии, напечатанной в Нюрнберге в 1524 году Пейпусом. Подобная практика была обычной в книгопечатании, однако в «Апостоле» рисунок арки творчески переработан. Евангелист Лука, изображенный в обратной перспективе, совершенно самобытен. Ближайшие прототипы следует искать в русских церковных фресках. Скорее всего, рамка и евангелист исполнены разными гравёрами. Автором рамки, возможно, является сам Иван Фёдоров.
Заставки с лиственным орнаментом одновременно похожи на традиционные русские рукописные заставки, готический орнамент немецких инкунабул и на «венецианский» орнамент современных «Апостолу» западных печатных книг. Ренессансное влияние последних особенно заметно в орнаменте «Часовников» Фёдорова, напечатанных вслед за «Апостолом».
Шрифт «Апостола» исполнен гораздо более аккуратно и точно, чем шрифты анонимных изданий. Основные и дополнительные линии — одной толщины. В основе шрифта — рукописный полуустав XVI века.
«Апостол» Фёдорова — подлинный шедевр русской первопечатной книги. Он превосходит по художественной целостности, типографской аккуратности, рисунку шрифта и выверенности набора как ранние «анонимные издания», так и последовавшие издания самого Фёдорова. В «Апостоле» впервые в славянской книге наборная полоса была выключена как по левой, так и по правой стороне. Слова разделяются шпациями, но не всегда.
«Часовники», отпечатанные Фёдоровым и Мстиславцем ещё в Москве, исполнены значительно скромнее. Зарубежные издания Фёдорова сильно отличаются и по набору, и по оформлению от московских. Фёдоров применяет в них более мелкий шрифт, набор в две колонки. Вместе с рамкой из Московского «Апостола» им используется более скромная по своему достоинству гравюра с изображением царя Давида.

## Особенности печати
При издании «Апостола» Фёдоров использовал два изобретения, характерные для русского книгопечатания. Во-первых, это использовавшийся уже в анонимных изданиях принцип «перекрещивания строк» (термин Е. Л. Немировского), когда диакритические знаки набираются отдельными от букв литерами. Во-вторых — оригинальный, изобретённый, видимо, самим Фёдоровым, метод печати в два прогона (краски) с одной формы. Сперва литеры, которые следовало отпечатать красным (киноварью), приподнимали над поверхностью формы и производили оттиск. Затем их извлекали из набора, после чего основной текст впечатывали на те же листы чёрной краской.

## Известные экземпляры
Е. Л. Немировский предполагает, что было напечатано около двух тысяч экземпляров «Апостола». Из них 23 экземпляра находятся в Москве, 13 — в Санкт-Петербурге, 3 — в Киеве, по 2 — в Екатеринбурге, Львове и Новосибирске. Ещё около двадцати — в различных городах мира.
Стоимость экземпляра в 2016 году оценивалась от 200 000 до 1 млн долларов.

## «Апостол» и День православной книги
25 декабря 2009 года решением Священного синода Русской православной церкви учреждён День православной книги, приуроченный к дате выпуска «Апостола» — первой в России печатной книги: 1 марта 1564 года.